# Oisy (Nièvre)
Oisy – miejscowość i gmina we Francji, w regionie Burgundia-Franche-Comté, w departamencie Nièvre.
Według danych na rok 1990 gminę zamieszkiwało 320 osób, a gęstość zaludnienia wynosiła 18 osób/km² (wśród 2044 gmin Burgundii Oisy plasuje się na 596. miejscu pod względem liczby ludności, natomiast pod względem powierzchni na miejscu 529.).